# Schietsport op de Olympische Zomerspelen 2020
Schietsport was een van de sporten die werd beoefend tijdens de Olympische Zomerspelen 2020 in Tokio. Het Internationaal Olympisch Comité (IOC) stelde in juni 2017 het aantal deelnemers vast op 360. Voor het eerst was er een gelijk deelnemersveld van even veel mannen en vrouwen: honderdtachtig schutters zijn man en een gelijk aantal is vrouw. Bij de vorige Spelen nam een groter aantal atleten uit 97 landen deel aan de schietsport: het aantal quotaplaatsen voor 2020 werd met dertig plaatsen verminderd.
Het IOC besloot drie onderdelen van het olympisch programma van 2016 te vervangen. Dit betrof het geweeronderdeel 50 meter kleinkaliber liggend, de 25 meter snelvuurpistool en de dubbeltrap, alle drie onderdelen voor mannen. Deze werden ingeruild voor drie gemengde onderdelen, op de onderdelen 10 meter luchtgeweer, 10 meter luchtpistool en trap. In tegenstelling tot voorgaande Olympische Spelen hadden mannen en vrouwen het recht op evenveel schietpogingen, waar voorheen mannen meer schoten mochten lossen.
De onderdelen van het olympisch schietprogramma vonden plaats in Camp Asaka, waar een grote schietbaan lag. Bij de Olympische Zomerspelen 1964 vond het schiettoernooi eveneens plaats op deze locatie.

## Kwalificatie
Via kwalificatietoernooien werden 348 quotaplaatsen verdeeld; gastland Japan had bij elk individueel onderdeel recht op één quotaplaats. De kwalificatieperiode begon in september 2018 bij de wereldkampioenschappen schietsport 2018 in het Zuid-Koreaanse Changwon. Zestig quotaplaatsen werden hier verdeeld, waarvan twaalf plaatsen in de gemengde onderdelen. De overige driehonderd plaatsen werden verdeeld bij andere toernooien gedurende de kwalificatieperiode, waaronder het wereldkampioenschap 2019 in New Delhi, de overige zeven wereldkampioenschappen en continentale kampioenschappen. De kwalificatieperiode liep tot 30 april 2020.
Een schutter diende bij elk onderdeel te voldoen aan de minimale kwalificatiescores, vastgesteld door de internationale schietsportfederatie. Een schutter kon niet gebruikmaken van de quotaplaatsen van zijn land wanneer hij niet voldeed aan deze minimale scores. Hieronder volgt een overzicht van de minimale puntenaantallen (MQS, minimum qualification scores) die schutters moesten schieten op een van de kwalificatietoernooien om aanspraak te maken op een quotaplaats voor het olympisch toernooi.
| onderdeel            | mannen | vrouwen | gemengd |
| -------------------- | ------ | ------- | ------- |
| 10 m luchtgeweer     | 595,0  | 590,0   | 790,0   |
| 50 m drie houdingen  | 1135   | 1115    | —       |
| 25 m snelvuurpistool | 560    | —       | —       |
| 25 m pistool         | —      | 555     | —       |
| 10 m luchtpistool    | 563    | 550     | 742     |
| skeet                | 114    | 92      | —       |
| trap                 | 112    | 92      | 122     |

## Deelnemende landen
Onderstaand overzicht is nog incompleet en bevat enkel landen die reeds quotaplaatsen hebben verkregen in een van de kwalificatietoernooien, op dit moment nog enkel de wereldkampioenschappen schietsport in Changwon in september 2018.
| - Australië (2) - China (10) - Chinees Taipei (1) - Duitsland (2) - Frankrijk (2) - Griekenland (1) - Groot-Brittannië (1) - India (2) - Italië (2) - Japan (12) - Koeweit (1) | - Kroatië (3) - Noorwegen (2) - Oekraïne (2) - Polen (1) - Rusland (12) - Servië (1) - Slowakije (5) - Spanje (1) - Verenigde Staten (4) - Zuid-Korea (5) - nog niet bekend |

## Medailles

### Mannen
| Onderdeel            | Goud | Goud             | Zilver | Zilver           | Brons | Brons                 |
| -------------------- | ---- | ---------------- | ------ | ---------------- | ----- | --------------------- |
| 10 m luchtpistool    | IRI  | Javad Foroughi   | SRB    | Damir Mikec      | CHN   | Pang Wei              |
| 25 m snelvuurpistool | FRA  | Jean Quiquampoix | CUB    | Leuris Pupo      | CHN   | Li Yuehong            |
| 10 m luchtgeweer     | USA  | William Shaner   | CHN    | Sheng Lihao      | CHN   | Yang Haoran           |
| 50 m kkg 3-houdingen | CHN  | Zhang Changhong  | ROC    | Sergej Kamenskij | SRB   | Milenko Sebić         |
| Skeet                | USA  | Vincent Hancock  | DEN    | Jesper Hansen    | KUW   | Abdullah Al-Rashidi   |
| Trap                 | CZE  | Jiří Lipták      | CZE    | David Kostelecký | GBR   | Matthew Coward-Holley |

### Vrouwen
| Onderdeel            | Goud | Goud                     | Zilver | Zilver                | Brons | Brons              |
| -------------------- | ---- | ------------------------ | ------ | --------------------- | ----- | ------------------ |
| 10 m luchtpistool    | ROC  | Vitalina Batsarasjkina   | BUL    | Antoaneta Kostadinova | CHN   | Jiang Ranxin       |
| 25 m sportpistool    | ROC  | Vitalina Batsarasjkina   | KOR    | Kim Min-jung          | CHN   | Xiao Jiaruixuan    |
| 10 m luchtgeweer     | CHN  | Yang Qian                | ROC    | Anastasija Galasjina  | SUI   | Nina Christen      |
| 50 m kkg 3-houdingen | SUI  | Nina Christen            | ROC    | Joelia Zykova         | ROC   | Joelia Karimova    |
| Skeet                | USA  | Amber English            | ITA    | Diana Bacosi          | CHN   | Wei Meng           |
| Trap                 | SVK  | Zuzana Rehák-Štefečeková | USA    | Kayle Browning        | SMR   | Alessandra Perilli |

### Gemengd
| Onderdeel         | Goud | Goud                            | Zilver | Zilver                                   | Brons | Brons                             |
| ----------------- | ---- | ------------------------------- | ------ | ---------------------------------------- | ----- | --------------------------------- |
| 10 m luchtgeweer  | CHN  | Yang Qian Yang Haoran           | USA    | Mary Carolynn Tucker Lucas Kozeniesky    | ROC   | Joelia Karimova Sergej Kamenski   |
| 10 m luchtpistool | CHN  | Jiang Ranxin Pang Wei           | ROC    | Vitalina Batsarasjkina Artem Tsjernousov | UKR   | Olena Kostevytsj Oleg Omeltsjoek  |
| Trap              | ESP  | Fátima Gálvez Alberto Fernández | SMR    | Alessandra Perilli Gian Marco Berti      | USA   | Madelynn Ann Bernau Brian Burrows |